# 毛協恭
毛協恭（？年—1647年），字力懷，一字端甫，號亶鞠。南直隸常州府武進縣（今屬江蘇省常州市武進區）人。明末政治人物。

## 生平
自幼家貧力學。
崇禎三年（1630年）庚午鄉試舉人。
崇禎十三年（1640年）庚辰科第三甲第一百七十七名同進士出身，大理寺观政。
十五年（1642年），授福建福寧州寧德縣知縣。隨即以才能調任福州府侯官縣知縣，寧德縣人為毛協恭立祠、碑於學前街。於侯官縣拒絕餽贈、革除耗羨、多有惠政。
十六年（1643年）春季，清兵入塞攻略畿輔，福建巡撫張肯堂勤王，毛協恭募兵二千人前往隸屬張肯堂。
十七年（1644年），勤王軍退兵後獲舉薦入授監察御史，尚未赴任，流寇張獻忠部已攻破江西袁州、吉州，轉攻贛州以窺探福建；毛協恭對張肯堂進言：「杉關，入閩門戶，關固，賊不能越邵武而南。請厚集兵守之。」兩個月後，張獻忠軍轉往四川使福建危機暫解，而李自成攻陷京師畿輔西側地帶，崇禎帝下詔勤王，毛協恭與張肯堂再度募集義勇軍，剛集結便獲悉京師淪陷皇帝殉國。南明福王監國，授為陝西道監察御史。
隆武元年（1645年，順治二年）閏六月隆武帝稱帝後，以御史提督福建學政。
隆武二年（1646年，順治三年）正月，毛協恭進呈常州同鄉各臣書疏，隆武帝讀完感到悲痛，說：「江南士紳，無人不洒涕思明，枕戈待舉。朕必親提黃鉞，張皇六師，以慰臣民之望。大小文武，當時時刻勵爾志，毋狃偏安！」
八月，清軍入福建，取福州。毛協恭正辦理考試完畢，由興化府行至洪塘，獲悉事變大哭，投水自殺，獲救，避難流轉於泉州府、建寧府境之間，打算前往廣東。遇到土寇發起，避難前往崇安縣。
隆武三年（1647年，順治四年）七月，毛協恭南下途中於建寧府西北吉陽溪萬石灘遭遇清軍，女婿劉元趙前行被殺；毛協恭命令兩個兒子從小路逃走，自己向清軍大喊：「速殺我！」被捕，清軍主帥以高官厚祿勸降，毛協恭厲聲說：「若亦知毛提督乎？尚奚道！」於是被殺，屍體被投入溪水急流中。毛協恭兩個兒子尋找其屍身未尋得。毛協恭之妻周氏抱著幼子，與長女、次女都投水而死，家僕鄒良玉、王大郎殉死，受毛協恭命率二千人前往京師的王秀之妻也攜幼子投水死。
清乾隆朝賜諡節愍，入祀寧德縣、侯官縣名宦祠。

## 家庭
- 高祖父：毛憲，正德六年進士。
- 姻婭：劉憲章，崇禎十年進士。

- 妻：周氏。
- 子女：
  - 長女，適劉元趙（？－1647年），郡庠生，監察御史劉憲章之三子。
  - 次女，字楊氏。
  - 幼子。